# Serock
Serock è un comune urbano-rurale polacco del distretto di Legionowo, nel voivodato della Masovia.
Ricopre una superficie di 108,96 km² e nel 2007 contava 11 240 abitanti.
Vi si trova la località turistica di Zegrze, sul lago omonimo.

## Amministrazione

### Gemellaggi
La città è gemellata con:
- Ignalina